# Cololejeunea amoena
Cololejeunea amoena là một loài Rêu trong họ Lejeuneaceae. Loài này được Benedix mô tả khoa học đầu tiên năm 1953.